# NSG 'Lambsbachtal'
NSG 'Lambsbachtal' este o arie protejată (arie specială de conservare — SAC, sit de importanță comunitară — SCI) din Germania întinsă pe o suprafață de 5 ha, integral pe uscat.

## Localizare
Centrul sitului NSG 'Lambsbachtal' este situat la coordonatele 49°19′01″N 7°22′53″E / 49.3169°N 7.3814°E.

## Înființare
Situl NSG 'Lambsbachtal' a fost declarat sit de importanță comunitară în februarie 2004 pentru a proteja 2 specii de animale. Situl a fost protejat și ca arie specială de conservare în octombrie 2016.

## Biodiversitate
Situată în ecoregiunea continentală, aria protejată conține 3 habitate naturale: Liziere de ierburi înalte hidrofile de câmpie și de nivel montan până la alpin, Mlaștini turboase de tranziție și turbării mișcătoare, Păduri aluvionare cu Alnus glutinosa și Fraxinus excelsior (Alno-Padion, Alnion incanae, Salicion albae).
La baza desemnării sitului se află mai multe specii protejate:
- păsări (1): Rallus aquaticus aquaticus
- pești (1): cicar (Lampetra planeri)

Pe lângă speciile protejate, pe teritoriul sitului au mai fost identificate 3 specii de nevertebrate.